# Nipissing
Nipissing /Nipissing, 'at the little water or lake'; Nipissirien, prihaja od Nipisiriniwok ali gent de l'aigua petita ='little-water people'; Francozi so jih imenovali La nation des sorciers ali narod čarovnikov, / ime za eno od pomembnejših skupin Chippewa Indijancev, ki so v času njihovega odkritja s strani Francozov leta 1613 živeli ob jezeru Nipissing v Ontariou.

## Imena
Askicouaneronnon (Huron), Nation of Sorcerers (francosko), Nepcinqui, Nepissing, Nipercinean in Skekwanenhronon (Irokezi).

## Jezik
So del jezikovne skupine Algonquian. Tesno povezani z narečji, ki jih govorijo Chippewa, Ottawa in Algonkin. Zaradi svojega jezika in majhnosti so Nipissingi pogosto obravnavani kot vzhodna skupina Ottaw, južni del Ojibwe ali severna skupina Algonkinov.

## Prebivalstvo
Nipissingi so bili vedno majhno pleme, leta 1615 jih je bilo verjetno manj kot 1.000. Do leta 1756 jih je bilo le dvesto, večina jih je živela v misijonu Lake of Two Mountains zahodno od Montreala. Trenutno je v Nipissing First Nation v North Bayu v Ontariu vpisanih več kot 1.800 članov.

## Etnografija
Nipissingi so bili preveč severno za zanesljivo pridelovanje koruze in so bili, kot večina drugih plemen v regiji, predvsem lovci-nabiralci. Praviloma so bili Nipissingi prijatelji tako s Huroni kot z Algonkini in so bili zaradi svoje lokacije aktivni v trgovini že dolgo pred prihodom Evropejcev – njihov najpomembnejši trgovski artikel je bil baker iz zgornjih Velikih jezer, ki so ga zelo cenila algonkinska plemena na atlantski obali. Verjetno je bila njihova najzanimivejša značilnost njihov sloves med drugimi plemeni glede duhovne moči njihovih šamanov. Žal so jih nekateri njihovi sosedje zaradi tega tudi obtoževali čarovništva. Vsaj to je opozorilo, ki so ga Algonkini in Huroni posredovali Francozom, da bi se izognili Nipissingom. Treba je omeniti, da so Huroni hkrati Nevtralcem in Tionontatom govorili, da francoski jezuiti uporabljajo čarovništvo za povzročanje epidemij.

## Zgodovina
Prvi stik Francozov z Nipissingi je bil leta 1615. Samuel de Champlain je ignoriral huronske zgodbe o čarovništvu Nipissingov in obiskal njihovo vas, ko je bil na poti v huronske vasi v zalivu Georgian Bay. Takrat so Nipissingi zasedali eno najpomembnejših območij za lov bobrov v Kanadi in so imeli tudi trgovske povezave z Ojibweji in Creeji na severu in zahodu. Ti razlogi so bili več kot dovolj, da so Nipissingi postali neprecenljiv trgovski partner za Francoze, vendar je njihova lokacija na prehodu med dolino Ottawa in jezerom Huron pomenila, da je praktično vsa francoska trgovina s krznom iz zahodnih Velikih jezer potekala skozi domovino Nipissingov. Trgovina s krznom je Nipissingom prinesla jekleno orožje in po letu 1632 tudi njihovo prvo strelno orožje za "lov". Kljub majhni populaciji so ti pripomogli, da so bili Nipissingi strašni za veliko večja sosednja plemena.
Številna jezera in majhni potoki v domovini Nipissingov so imeli veliko bobrov, vendar je ogromno povpraševanje Francozov po krznu hitro izčrpalo razpoložljive zaloge. To je prisililo Nipissinge in druge francoske trgovske partnerje, da so iskali nova lovišča drugod, ki so seveda pripadala drugim plemenom, od katerih so se mnogi nagibali k upiranju nepooblaščenemu krivolovu. V tridesetih in štiridesetih letih 17. stoletja so se oblikovala zavezništva med Nipissingi, Ottawami, Tionontati, Huroni in Nevtralci, da bi zavzeli ozemlje od Potawatomi, Kickapoo, Mascouten, Fox in Sauk, ki so bili očitno prvotna plemena na spodnjem polotoku Michigan na zahodu. Napadi bojevnikov teh zavezništev – kar je postalo znano kot bobrove vojne (1630-1700) – so prisilili plemena Michigana, da so se predala ozemlje in se preselila dlje na zahod. Irokezi so proces dokončali v petdesetih letih 17. stoletja in jih prisilili čez jezero Michigan v Wisconsin.
Medtem ko so Nipissingi zagotovo uspevali s svojo trgovino s Francozi, so tudi trpeli. Konkurenca za krzno je hitro porušila tisto, kar je bilo večinoma razmeroma mirno območje. Ker so bili vznemirjeni, da se je večina francoske trgovine premaknila na zahod k Velikim jezerom, so Algonkini, ki so živeli v dolini reke Ottawa, začeli pobirati cestnine za prehod skozi svoje ozemlje in občasno ropali trgovske skupine Nipissingov na poti v Quebec in Montreal. Še huje so bile epidemije, ki so sledile trgovini s krznom na zahod, in ker so bili Nipissingi na glavni trgovski poti, so jih le redko zgrešili. Prva, ki je udarila, je bila črne koze, ki se je začela v Novi Angliji leta 1634 in se je do 1636-37 razširila na reko St. Lawrence in nato navzgor po reki Ottawa do Nipissingov. Jezuitski misijonarji so jih obiskali leta 1640, vendar so se kmalu preselili v huronske vasi, kar je Nipissingom zaenkrat omogočilo, da so ostali zvesti svojemu tradicionalnemu "čarovništvu".
Epidemije so udarjale z zastrašujočo pravilnostjo skozi štirideseta leta 17. stoletja, na kar šamani Nipissingov, kljub svojemu ugledu, niso imeli odgovora. Ta nenehna tragedija pa je francoskim duhovnikom ponudila priložnost, da so med [[Huroni in Nipissingi pridobili prve spreobrnjence. Na žalost je bilo francosko medicinsko znanje omejeno in krščanstvo ni podeljevalo posebne imunitete na bolezni. Populacija Nipissingov se je vztrajno zmanjševala, vendar so bili Huroni, ki so bili zbrani v svojih velikih utrjenih vaseh, še posebej ranljivi. Potem ko so epidemije v štiridesetih letih 17. stoletja zdesetkale njihovo populacijo, so Huroni izgubili sposobnost upiranja Irokezom, ki so se širili proti severu, da bi zavzeli lovišča, potrebna za njihovo trgovino z Nizozemci. Francosko strelno orožje je sprva pomagalo francoskim trgovskim partnerjem zajeziti plimo, vendar so leta 1640 Nizozemci začeli Irokezom dobavljati velike količine strelnega orožja in streliva. S tem so bobrove vojne nenadoma postale zelo smrtonosne.
Bolje oboroženi kot sami Francozi, so Mohawk napadli Algonkine in Montagnaise ob zgornjem toku reke St. Lawrence. Montagnaisi so bili kmalu prisiljeni k umiku proti vzhodu proti Quebecu in Algonkine so pregnali z južnega konca doline Ottawa. Francozi so leta 1642 zgradili novo trgovsko postajo v Montrealu, vendar so vojne skupine Irokezov vdrle v dolino Ottawa in prekinile dostop z zahoda. Do leta 1645 so bili Francozi prisiljeni prositi za mir, vendar pogodba, ki so jo tisto leto podpisali z Mohawki, ni veljala za njihove domorodne zaveznike. Po kratkem obdobju miru so se spopadi med Irokezi in francoskimi trgovskimi partnerji nadaljevali. Medtem ko so Francozi ostali nevtralni, so Mohawki in Oneidi zdesetkali južne skupine Algonkinov. Nagla zveza, skovana iz nuje med Nipissingi, Montagnaisi in Algonkini, je imela majhen učinek. Medtem so zahodni Irokezi (Cayuga, Onondaga in Seneca) svoje napade osredotočili na konfederacijo Huron.
Ko so bili njihovi sovražniki na vzhodu podjarmljeni, so se Mohawki pridružili zahodnim Irokezom, da bi dokončali Hurone. Huronia je bila preplavljena leta 1649, Tionontati, ki so bili huronski zavezniki, pa so doživeli podobno usodo tisto zimo. Zahodni Irokezi so se nato obrnili na pleme Nevtralov, Mohawkom pa so prepustili preostale Algonkine in Nipissinge. Leta 1650 se je velika mohawška vojna skupina premaknila v zgornjo dolino Ottawa. Poleg Algonkinov je napadla in pobila tudi številne Nipissinge. V naslednjih treh letih vojne in smrti so Nipissingi držali svojo zemljo proti irokeškemu navalu, vendar so bili do leta 1653 preživeli prisiljeni zapustiti svojo domovino in pobegniti na zahod k Ottawam in Saulteur Ojibwam blizu Sault Ste. Marie. Irokezi, ki so že dominirali v trgovini z Nizozemci ob reki Hudson v New Yorku, so imeli podobne ambicije za podoben status s Francozi na reki St. Lawrence, in da bi to dosegli, so bili odločeni pregnati vse potencialne tekmece čim dlje na zahod, stran od francoskih trgovskih postaj.
Irokeški napadi blizu Sault Ste. Marie leta 1653 in 1655 so prisilili Ottawe, da so se preselili na jug blizu Green Baya v Wisconsinu. Do leta 1661 so se Nipissingi preselili še dlje na zahod z Amikwa Ojibwami na severni obali Gornjega jezera. Medtem so Ottawa in Wyandot (prej Huron) našli pot do zaliva Chequamegon na južni obali. Skozi to katastrofo so se Francozi držali svojega negotovega premirja, podpisanega z Mohawki leta 1645, in k temu dodali še drugi, enako krhek mir z zahodnimi Irokezi leta 1656. Takrat je bilo v celotni Severni Ameriki manj kot 300 Francozov, zato je njihova nejevolja, da bi posredovali, medtem ko so Irokezi uničevali njihove trgovske partnerje in zaveznike, nekako razumljiva. Zavedajoč se svoje nevarnosti, so se Francozi skrbno izogibali potovanjem v območje zahodnih |Velikih jezer, ki bi lahko užalila Irokeze, vendar so še vedno želeli trgovati s krznom in niso želeli postati podrejeni Irokezom, da bi to storili.
V letu takoj po letu 1649 so Francozi spodbujali domorodne trgovce s krznom, da pridejo v Montreal, vendar so irokeške vojne skupine, ki so se potikale vzdolž reke Ottawa, to zelo otežile. Malokdo si je upal, a ko so Ottawa in Wyandot našli zatočišče na južni obali Gornjega jezera, so bili pripravljeni poskusiti. Ker so ohranili svoje trgovske vezi s Creeji na severu, so imeli veliko krzna in okus za evropsko blago. Podprti z Ojibwami in Nipissingi so oblikovali velike flotile kanujev, ki so se prebile mimo irokeške blokade na reki Ottawa in dosegle Montreal. Ta dejavnost je prinesla ponovne irokeške napade na severna Velika jezera, vendar so obale Gornjega jezera raztegnile irokeško vojaško moč le malo predaleč. Leta 1662 so Nipissingi okusili sladko maščevanje, ko so se združili z bojevniki Ojibwe in Ottawa, da bi uničili veliko mohawško-oneidsko vojno skupino zahodno od Sault Ste. Marie. Kljub temu nazadovanju so Irokezi še vedno dominirali na območju vzhodno in trgovci s krznom Nipissing, Ojibwe in Ottawa so se še vedno morali prebijati do Montreala. Njihov trgovski konvoj leta 1664 so dvakrat napadle vojne skupine Irokezov v dolini Ottawa.
Medtem se je francoski mir z Irokezi leta 1658 porušil po umoru jezuitskega duhovnika, ki je deloval kot francoski ambasador. Do leta 1664 so Francozi ugotovili, da z umirjanjem Irokezov ne bodo nič dosegli in so v Kanado pripeljali polk francoskih vojakov. Njihovi kasnejši napadi na vasi v domovini Irokezov so končno prinesli trajen mir, ki je bil podpisan leta 1667. Francozi so se iz izkušenj naučili in so Irokeze prepričali, da so mir razširili tudi na francoske trgovske partnerje in zaveznike. V naslednjih trinajstih letih so Francozi nadaljevali potovanja na zahodna  Velika jezera in sčasoma zahtevali celotno regijo ter dolini rek Ohio in Mississippi na jugu. Za Nipissinge je to pomenilo, da so se lahko (po skoraj 20 letih) z določeno mero varnosti vrnili v svoje stare domove blizu jezera Nipissing. Nenavadno je, da so bili medtem, ko so bili moški v vojni, bobri nelovljeni in območje si je opomoglo ter ponovno postalo najboljše območje za proizvodnjo krzna v Severni Ameriki.
Nipissingi so se postopoma in v majhnih skupinah vračali domov, na kar so se Francozi odzvali z ustanovitvijo trgovskih postojank in misijonarjev. Tokrat pa so duhovniki imeli več uspeha in so opravili številne spreobrnitve. Hkrati je ob reki St. Lawrence naraščala konfrontacija med Francozi in Britanci. Posledica sta bili dve vojni: vojna kralja Williama (1688-97) in vojna kraljice Ane (1701-13). Francozi, ki so bili popolnoma preštevilčeni zaradi naraščajočega števila britanskih kolonistov na jugu, so potrebovali vsakega domorodnega zaveznika, ki so ga lahko našli, da bi obranili Kanado pred invazijo med temi konflikti. Leta 1721 so Francozi prepričali 250 Nipissingov na Ile aux Tourtes in približno 100 Algonkinov iz misij St. Anne de Boit de Ille v zgornji dolini Ottawa, da so se naselili s 300 krščanskimi Mohawki, ki so živeli v misijonski vasi Sulpician na jezeru Two Mountains (Lac des Deaux Montagnes) zahodno od Montreala. Glede na pretekle sovražnosti med temi ljudstvi je to moralo biti težko delo. Najbolj neverjetno je, da se je izkazalo precej dobro, čeprav so Nipissingi in Algonkini vztrajala pri poimenovanju združene vasi Oka (ščuka), medtem ko so Mohawki ostali pri svojem imenu, Kanesatake ali "peščeno mesto".
Kot del misijonske skupnosti v Oki so Nipissingi postali del zavezništva, znanega kot "Sedem narodov Kanade" (Sedem ognjev Caughnawage). Njegovo članstvo je vključevalo: Caughnawaga (Mohawk), Jezero dveh gora (Irokezi, Algonkin in Nipissing), St. Francois (Sokoki, Pennacook in Algonquini iz Nove Anglije), Bécancour (Vzhodni Abenaki), Oswegatchie (Onondaga in Oneida), Lorette (Huroni) in St. Regis (Mohawk). Ime tega zavezništva večini Američanov ni znano, vendar so bili Sedem narodov Kanade primarni francoski domorodni zavezniki, uporabljeni proti Britancem med vojno kralja Jurija (1744-48) in francosko-indijansko vojno (1755-63). Čeprav je Oko leta 1748 prizadela epidemija črnih koz, so Nipissingi in Algonkinski bojevniki, ki so tam živeli, ostali zvesti francoski stvari in so pomagali uničiti Braddockovo vojsko leta 1755 pri Fort Duquesne ter se borili pri jezeru George v severnem New Yorku leta 1758. Ta zadnja kampanja jim je prinesla še eno izkušnjo s črnimi kozami. Do leta 1760 pa je postalo očitno, da so Francozi izgubili vojno. Avgusta istega leta je "Sedem narodov" podpisalo mir z Britanci, kar je zagotovilo izgubo francoskih zahtev v Severni Ameriki.
Zaradi prizadevanj sira Williama Johnsona po letu 1763 so se "Sedem narodov Kanade" združili z Irokeško ligo in oblikovalo enotno zavezništvo v podporo britanskim interesom. Ogromna moč te koalicije je Britancem omogočila, da so zatrli Pontiacov upor na območju Velikih jezerih, nato pa so se Nipissinge v Oki postavili na britansko stran med ameriško revolucijo (1775-83). Velikost rezervata Oka se je po vojni zmanjšala zaradi prodaje zemljišč za namestitev britanskih lojalistov, ki so bili prisiljeni zapustiti novo nastale Združene države in so se preselili v Gornjo Kanado. Tudi Nipissing so se borili ob Britancih med vojno leta 1812 (1812-14), vendar je takrat Oka že imela težave z vzdrževanjem svojega prebivalstva zaradi nenehne izgube zemljišč zaradi belega naseljevanja. Končni udarec je prišel leta 1835, ko je kolera zajela rezervat. Danes je le nekaj potomcev Nipissingov mogoče najti z Mohawki v Oki. Velika večina jih živi v bližini jezera Nipissing.